# Astroclon
Astroclon is een geslacht van slangsterren uit de familie Gorgonocephalidae. De wetenschappelijke naam van het geslacht werd in 1879 voorgesteld door Theodore Lyman.

## Soorten
- Astroclon propugnatoris Lyman, 1879
- Astroclon suensoni Mortensen, 1911